# Jernej Šavel
Jernej Šavel slovenski kitarist, glasbenik, skladatelj, novinar. * 11. april 1976, Murska Sobota.
Rodil se je v Prekmurju. Že je v najstniških letih začel delovati v različnih glasbenih zasedbah. Po študiju socialnega dela je ustanovil organizacijo Zavetišča za brezdomce v Murski Soboti.
Kot glasbenik je izdal šest diskografskih izdelkov kot član ansamblov Psycho-Path (1993–2009) in Lollobrigida.